# Oconee Old Town
Oconee Old Town liegt im Bundesstaat Georgia im Südosten der Vereinigten Staaten. Es ist der Name einer historischen indianischen Siedlung, die sich am Ostufer des Oconee River, etwa fünf Meilen südlich von Milledgeville befand. Der Namenszusatz „Old Town“ taucht im Jahre 1755 erstmals in einer Landkarte auf.
Der Platz wurde im Jahr 1935 von dem Archäologen Arthur Kelly entdeckt. Er führte im Jahr 1935 Ausgrabungen durch, die Gordon Willey im Jahr 1938 fortführte. Die genaue Lage der Ausgrabungen gingen der Archäologie aber bis 1995 verloren. Der wichtige, 300 Jahre alte Standort entstand kurz nach Gründung des spanischen Forts von Apalachicola im Jahre 1687 am mittleren Chattahoochee River. Sie wurde nach dem Yamasee-Krieg im Jahr 1715 aufgegeben, hatte also nur eine Lebensdauer von etwas über 25 Jahren. In den 1750er Jahren  bestand dort für kurze Zeit ein Handelshaus und von etwa 1787 bis zur endgültigen Aufgabe im Jahre 1793 befand sich dort ein Bundesvorposten. 